# آرچی کائو
آرچی کائو (انگلیسی: Archie Kao؛ زادهٔ ۱۴ دسامبر ۱۹۶۹) یک هنرپیشه اهل ایالات متحده آمریکا است.

## گزیده فیلمشناسی
از فیلم‌ها یا برنامه‌های تلویزیونی که وی در آن نقش داشته‌است می‌توان به آثار زیر اشاره کرد.
- بلک‌هت (۲۰۱۵)
- تپه‌ها چشم دارند ۲ (۲۰۰۷)
- خانه به‌دوش (فیلم ۲۰۰۵) (۲۰۰۶)
- جنون سرعت: کربن (۲۰۰۶)
- یکه‌تاز (۲۰۰۱)
- کدبانوهای وامانده (۲۰۰۸)
- قهرمان‌ها (مجموعه تلویزیونی) (۲۰۰۶)
- بخش فوریت‌های پزشکی (مجموعه تلویزیونی) (۲۰۰۴)
- سی‌اس‌آی (۲۰۰۱)